# Xavi Daura
Xavi Daura   (Barcelona, 1985) és un humorista català. Membre del duet còmic Venga Monjas juntament amb Esteban Navarro, amb qui els seus vídeos carregats d'humor absurd es van viralitzar de seguida a YouTube, ha col·laborat com a guionista en diferents programes televisius com Museo Coconut, Alguna pregunta més?, Comedy Central News o La Resistencia.

## Obra publicada
- 2019: Bravo[3]
- 2024: Quemar dinero[4]